# Marcus Rediker
Marcus Rediker, född 1951 i Owensboro, Kentucky i USA, uppvuxen i Nashville och Richmond, är en amerikansk professor och föreståndare för den historiska institutionen vid University of Pittsburgh.

## Biografi
Rediker kommer från en arbetarklassfamilj med rötter i gruvorna och industrierna i Kentucky, Tennessee och Virginia. Förfäderna stammar från Wales, Skottland, Nederländerna och Cherokeeindianerna. Av tradition betraktar han sig som "southerner", politiskt som ett barn av 1960-talets nya vänster.
Han har – själv eller tillsammans med andra – skrivit fem böcker: Between the Devil and the Deep Blue Sea (1987), Who Built America? (första delen, 1989), The Many-Headed Hydra (2000), Pirater - Sjöröveriets guldålder i Atlanten och Karibiska havet (2004, sv. utgåva 2006, 2007) och Slavskeppet (2007, svensk utgåva 2008). Böckerna har översatts till nio olika språk.
Rediker har genom åren varit engagerad i en rad olika rörelser för social rättvisa och fred. Han har deltagit i den internationella kampanjen för att avskaffa dödsstraffet. Det var i detta arbete, i samtal med bl.a. den svarte, dödsdömde fången Mumia Abu-Jamal, som tanken på att skriva Slavskeppet först väcktes hos honom. Då kom han att se dödsstraffet som ett modernt terrorsystem som likt slavsystemet hade starka kopplingar till "ras".
I en intervju för några år sedan berättade Rediker hur han ser på historieskrivningens roll: ”Att återfinna underifrånperspektivet är för mig, i sig själv, en akt av rättvisa. Det är ett uttryck för solidaritet med exploaterade och förtryckta folk – i alla tider. Jag tror också att det finns ett slags den folkliga historieskrivningens poetik. Om vi kan fånga något av poesin i kampen och få en glimt av allt det vackra och sanna som människor har försökt att åstadkomma, ofta under mycket svåra villkor och till priset av sina liv; om vi kan få dessa människor att tala, så kan vi använda deras exempel som inspiration och vägledning. Så ser i varje fall den stjärna ut som jag navigerar efter."